# Arme absolue
 (mai 2018).
Si vous disposez d'ouvrages ou d'articles de référence ou si vous connaissez des sites web de qualité traitant du thème abordé ici, merci de compléter l'article en donnant les références utiles à sa vérifiabilité et en les liant à la section « Notes et références ».
Arme absolue est un roman publié en septembre 1958 par Paul Kenny. Il s'agit du 41e titre de la série d' espionnage du héros FX18.
Chez Fleuve Noir, il porte le numéro 148 de la collection « Espionnage », puis en 1974 le numéro 12 de la collection « Paul Kenny ».

## Couvertures
- 1re édition de 1958 : illustration de Michel Gourdon.

- Réédition de 1963 : illustration de Michel Gourdon

- Réédition de 1974 : illustration photographique

- Réédition de 1984 : illustration photographique

## Personnages
- L'agent secret FX18, en vacances au début de ce roman et qui enquête ici à titre officieux.
- Martine Leboulay: jeune étudiante toxicomane, qui une fois sevrée, fera appel à FX18 pour l'aider.
- Capitaine Mallowan: officier du MI5 qui a déjà aidé Coplan lors d'une aventure précédente (Embuscade au crépuscule).

## Résumé
À Paris, comme d'autres villes universitaires, de la drogue est distribuée abondamment au sein de la jeunesse estudiantine. Alors que quelques assassinats semblent avoir un rapport avec ce qui ressemble à une simple affaire de stupéfiants, des enseignants anglais font appel à Francis Coplan, alors en vacances, pour lui demander d'enquêter sur ce phénomène. Ils soupçonnent en effet qu'une puissance étrangère soit à la manœuvre derrière ces exactions.

## Lieux de l'aventure
L'action se passe uniquement à Paris et Cambridge, dans les quartiers universitaires.

## Unité de temps
L'action se déroule sur deux ou trois semaines à la fin des années 1950.

## Adaptation en bande dessinée
En 1980, une bande dessinée éponyme paraît chez l'éditeur Artima, avec Paul Kenny mentionné comme auteur.